# NGC 7244
NGC 7244 é uma galáxia espiral (Sc) localizada na direcção da constelação de Pegasus. Possui uma declinação de +16° 28' 18" e uma ascensão recta de 22 horas, 16 minutos e 26,7 segundos.
A galáxia NGC 7244 foi descoberta em 6 de Setembro de 1872 por Édouard Jean-Marie Stephan.